# 恆星系統
- 上圖：2009年，查拉干涉儀以0.5mas分辨率在近紅外中成像的大陵五三合星系統。大陵五C的形狀像是一個偽影[來源請求]
- 左下圖：大陵五A很規律的每2.87日會被叫黯淡的大陵五B遮蔽（在H波段的影像由查拉干涉儀提供。動畫中的突然跳動是偽影造成的）
- 右下圖：藝術家對三合星HD 188753軌道的想像圖

恆星系統或恆星系是少數幾顆恆星在互繞的軌道上受到引力吸引的約束。受引力約束的一大群恆星通常稱為星團或星系，然而廣義上講，它們也是恆星系統。不要將恆星系統與行星系統相混淆，後者包括行星和類似的天體（如彗星）。

## 聯星系統
由兩顆恆星組成的恆星系統被稱為“聯星”，“聯星系統”或“物理雙星”。如果沒有潮汐效應，沒有來自其它力的擾動，也沒有從一顆恆星到另一顆恆星的質量轉移，這樣的系統是穩定的，並且兩顆恆星都將無限期地以系統的質量中心為焦點，各自在橢圓軌道上運行 （參見二體問題）。聯星系統的例子有天狼星、南河三和天鹅座X-1，其中的最後一個可能是由恆星和黑洞組成。

## 聚星系統
聚星或物理聚星是超過兩顆以上恆星組成的系統。聚星系統如果由三顆恆星組成，就稱為三合星、三重星或三元星；四顆星的系統稱為四重星或四合星；五顆星組成的稱為五重星；六顆星組成的稱為六重星；七顆星組成的稱為七重星，依此類推。這些系統都遠小於有100至1,000顆恆星，動力學系統更複雜的疏散星團。

### 動力學
理論上，模擬一個聚星系統比模擬聯星系統更困難，當多體問題的動力系統介入時，可能呈現渾沌的行為。許多小集團的恆星被發現是不穩定的，一旦發生一顆星與另一顆星過度的接近，便會發生加速而會從系統中逃逸掉。如果這個系統出現埃文斯所謂的階式模型，還是有可能穩定。在階式模型系統內，恆星被分成兩個小集團，各自在較大的軌道上繞著共同的質心運轉；每個小集團也都是階式模型，意味著小集團又必需再分為更小的次集團，而且一直如此的細分下去。在這樣的情況下，各個恆星的運動將持續的以接近穩定的軌道，遵循克卜勒的軌道繞著系統的質量中心。不同於擁有數量龐大恆星，且動力學系統更為複雜的星系和星團。

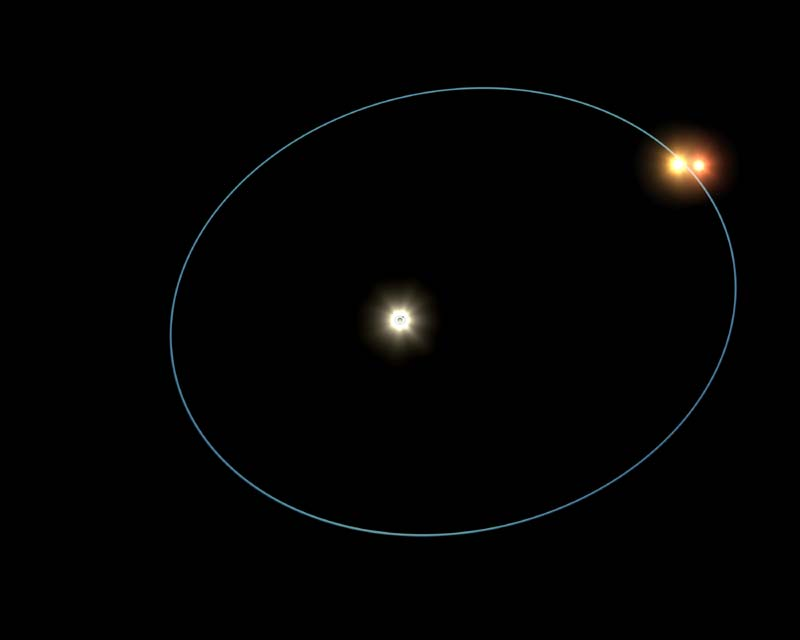
藝術家绘制的HD 188753軌道想象图。这是一個三合星系統。

### 觀測
許多已知的聚星系統都是三合星；更多星的聚星系統則隨著恆星數量的增加而呈指數性的減少。  例如，在1999年修訂的Tokovinin目錄中列出的物理聚星，728個系統中有551個是三合星。但是因為選擇效應，我們在這些知識上的統計常是殘缺不全的, §2.。
由於前面提到在動力學上的不穩定，三合星通常都是階式模型：它們包含兩顆靠近的聯星對和一顆距離較遠的伴星。有著更多恆星的聚星系統也都是階式模型。目前所知最多的是六重星系統，例如北河二（雙子座α），它是一對聯星以更遠的距離繞著另一對各自也是聯星的聯星系統。另一個六顆星的系統是ADS 9731，它由兩對三合星組成，每一對都是伴隨著一顆單獨恆星在軌道上運轉的光譜聯星。

## 例子

### 聯星
- 天狼星：包含一顆A-型主序星和白矮星的聯星。
- 御夫座ε：一組食雙星。

### 三合星
- 北極星：北極星是一組三合星，主星是靠得很近的一對聯星—近得在2006年被哈伯太空望遠鏡拍到之前只能從對主星的重力拖曳上察覺到。
- 半人馬座α：是一組由兩顆黃矮星（半人馬座αA和半人馬座αB）組成的聯星為主的三合星，另一顆遠離的紅矮星就是比鄰星。A和B是物理聯星，在一個最近距離11天文單位，最遠距離36天文單位的離心軌道上互繞；比鄰星在非常遙遠的距離（～15,000天文單位）與A和B互繞著。但是這個距離相較於其他的恆星仍是非常的近，也仍然受到A和B的引力拘束著[10]。
- HD 188753是位於天鵝座，距離地球149光年遠的三合星系統。這個系統由黃矮星HD 188753 A、橙矮星HD 188753 B、和紅矮星HD 188753 C組成；B和C成一個集團以156天的週期互繞，A的軌道週期則為25.7年。
- 婁宿二[11]:婁宿二，即白羊座γ（γ Ari，拜耳命名法）或白羊座5（佛蘭斯蒂德命名法），是一個位於白羊座的三合星系統，距離地球204光年。

### 四合星

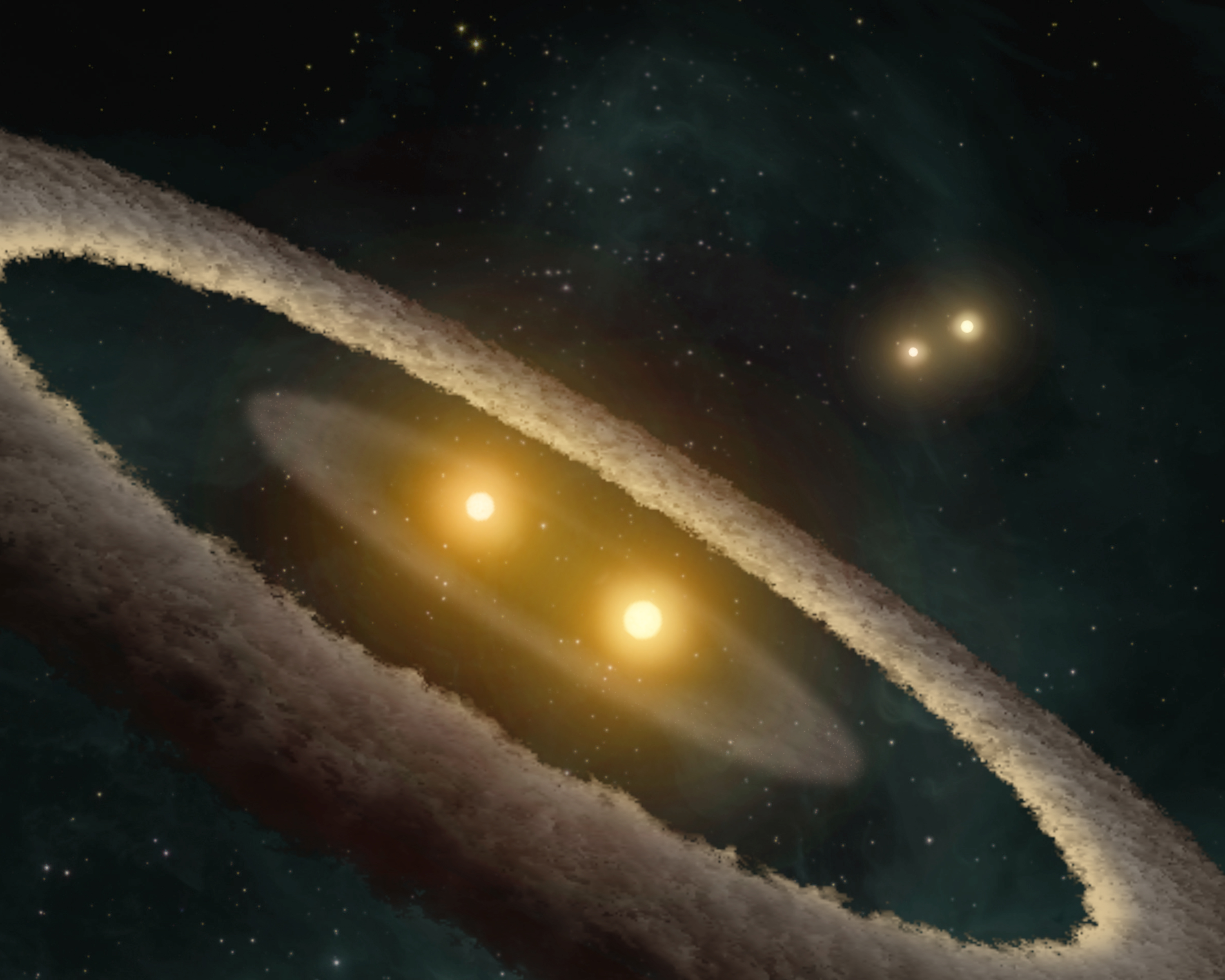
HD 98800是位於長蛇座TW星協中的一個四重星系統。

- 五車二：由距離太陽系約42光年的一對紅矮星圍繞的一對巨星。它的視星等大約為 − 0.47，使五車二成為夜空中最亮的星星之一。
- 柱七（半人馬4）[12]
- 開陽：曾經是被發現的第一對聯星在1650年就被乔瓦尼·巴蒂斯塔·里乔利發現[13],p. 1[14]。但它在更早期就被貝內代托·卡斯泰利伽利略觀察到[來源請求]。之後，光譜學揭露，開陽A和開陽B本身也都是聯星[15]。
- HD 98800
- 有行星PH1的克卜勒-64系統：2012年由行星獵人小組發現有行星（該小組是宇宙動物園（英语：Zooniverse）的一部分)。圍繞四顆恒星中的兩顆恒星運行，是第一顆已知有行星的四重星系統[16]。）
- KOI-2626是第一個擁有地球大小行星的四重星系統[17]。
- 天廩三（金牛座ξ）：位於222光年外的是一顆光譜食四重星，由三顆藍白B型主序星和一顆F型星組成。其中兩顆恆星處於近距離軌道，每7.15天圍繞對方旋轉一圈，並以145天的周期圍繞第三顆恆星運行。第四顆恆星以大約50年的周期繞著這三顆恆恒星運行[18]。

### 五重星
- 牛宿一（摩羯座β）
- 參宿三（獵戶座δ）
- HD 155448[19]
- KIC 4150611[17]
- 1SWASP J093010.78+533859.5[20]

### 六重星
- 鳥喙四（杜鵑座β）[21]
- 北河二（雙子座α）[22]）
- HD 139691（ADS 9731）[23]
- 如果輔被認為是開陽的 一部分，則該系統可以視為是六重星系統。

### 七重星
- 天蠍座ν[24]
- 仙后座AR[25]

### 八重星
- 策[26]。

## 外部連結
- NASA Astronomy Picture of the Day: Triple star system (11 September 2002)
- NASA Astronomy Picture of the Day: Alpha Centauri system (23 March 2003)
- Alpha Centauri, APOD, 2002 April 25 （页面存档备份，存于）
- General news on triple star systems, TSN, 2008 April 22 的存檔，存档日期3 April 2019.
- The Double Star Library 的存檔，存档日期15 December 2008. is located at the U.S. Naval Observatory
- Naming New Extrasolar Planets  （页面存档备份，存于）

### 單個試樣
- NASA Astronomy Picture of the Day: Triple star system (11 September 2002)
- NASA Astronomy Picture of the Day: Alpha Centauri system (23 March 2003)
- Alpha Centauri, APOD, 2002 April 25 （页面存档备份，存于）